# Foederati
Foederatus (plural foederati) este un termen latin a cărui definiție a suferit numeroase schimbări în perioada dintre Republica Romană timpurie și sfârșitul Imperiului Roman de Apus. În istoria timpurie a Republicii Romane, un foederatus se identifica cu un trib care nu era colonie romană și ai căror membri nu primeau cetățenie romană (CIVITAS), dar care se obliga printr-un tratat (foedus) să furnizeze un contingent de bărbați gata de luptă atunci când era necesar, similar aliaților. Triburile latine erau considerate aliați de sânge, iar restul erau federați sau socii.